# 金丸義信
金丸 義信（かねまる よしのぶ、1976年9月23日 - ）は、日本の男性プロレスラー。山梨県甲府市出身。愛称は「ノブ」「ノブおじさん」「ノブおじ」「ノブさん」「おじき」。血液型O型。新日本プロレス所属。
毎日放送のアナウンサー・武川智美は従姉弟。

## 経歴
山梨学院大学附属高校時代は野球部に所属し、1994年春の選抜高校野球に控え投手として出場経験を持つ。

### 全日本プロレス
ジャンボ鶴田後援会関係者の口添えでジャイアント馬場と面談し、高校卒業と同時に全日本プロレスに入門する。しかし、なかなか体重が増えず一時はレフェリー転向も検討されたが、馬場の「体が小さい者にしかできない動きを研究せよ」という教えを励みに初志を貫き、1年半の練習生期間を経て1996年7月6日、浅子覚&志賀賢太郎組戦でデビューした（金丸のパートナーは同じ山梨県出身の井上雅央であった）。
デビュー当初は空中殺法を中心とした軽快な動きが特徴で、1997年10月12日に行なわれた「格闘技の祭典SPECIAL」では三沢光晴の代理として2代目タイガーマスクに扮して出場、3代目タイガーマスク（金本浩二）とタッグを組み、初代タイガーマスク（佐山聡）・4代目タイガーマスクと対戦した。
小橋健太の最初の付き人を務め、1998年9月に小橋が率いるバーニング入りを果たす。この当時、全日本マットに参戦していた邪道・外道とタッグを組み（この際、金丸の出身地の山梨県にちなんだ「甲州街道」と命名されるが、実際には使用されなかった）、邪道・外道らの狡猾な動きを身につけることにより、空中殺法一辺倒だったファイトスタイルに変化が生じることになった。2000年5月、金丸も（第1次）バーニング解散と同時に付き人を卒業し、秋山準率いる秋山軍に入った（後のスターネス）。

### プロレスリング・ノア

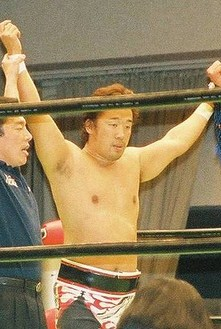
プロレスリング・ノア時代。

2000年6月、三沢らの全日本プロレス大量離脱に追従し、三沢が旗揚げしたプロレスリング・ノアに移籍する。旗揚げ興行前の7月28日には井上と組んで邪道&外道を破り、第7代WEWタッグ王者となった。
2001年6月24日、初代GHCジュニアヘビー級トーナメント決勝戦でフベントゥ・ゲレーラを破り初代王者となった。その後2002年、2004年に同王座を獲得している。
2002年8月29日には菊地毅と組んで獣神サンダー・ライガー&田中稔組を破り、IWGPジュニアタッグ王座を獲得した。
2005年6月5日には杉浦貴と組んでGHCジュニアヘビー級タッグ選手権に臨み、丸藤正道&KENTA組を破って第2代王者となった。この時、金丸は第9代GHCジュニアヘビー級王者でありノア史上初のジュニア2冠の同時保持を成し遂げた（金丸の相方の杉浦も後に同時保持を成し遂げた）。だが、同年7月18日の東京ドーム大会のジュニアヘビー級選手権試合でKENTAに敗れ、王座から陥落した。
2006年は泉田純至に代わって選手会長を務めた。
2007年前半は年始早々からジュニアタッグ王座から陥落し目立った活躍はなかったものの、その間ジュニアのシングル挑戦に照準を絞り肉体改造を行い減量に成功する。同年10月27日の日本武道館大会で第13代王者のムシキング・テリーを破り4度目の王座を獲得し、再びジュニア戦線に躍り出た。
2009年KENTAの負傷離脱を受け、開催されたジュニア・ヘビー級リーグ戦（JCBホール）に優勝し第19代GHCジュニアヘビー級チャンピオンに輝いた。
2010年3月と4月に防衛戦を行うが、危なげない試合内容で防衛を果たす。しかしKENTA、鈴木鼓太郎が負傷離脱中であり、丸藤もIWGP戦に集中しているためGHCジュニアヘビー戦線を盛り上げることができずにいた。KENTAに「ベルトを持っているだけのチャンピオン」と酷評されるが9月26日にそのKENTAをタッチアウトで葬り、6度目の防衛に成功する。10月には、平柳玄藩と組んで第4回日テレG+杯争奪ジュニアヘビー級タッグ・リーグ戦に出場。
2012年12月、年内をもってプロレスリング・ノア退団が会社より発表され、12月24日有明大会を最後にノアを退団した。

### 全日本プロレス再入団
2013年1月、金丸は行われた決起集会で小橋からバーニングを託された秋山をリーダーに潮崎豪、鼓太郎、青木篤志で再結成した。
1月26日、全日本プロレス「2013新春シャイニング・シリーズ」の最終戦に5人で来場し、参戦を発表する。
2月23日、全日本後楽園大会のメインイベントで近藤修司を破り、第35代世界ジュニアヘビー級王者となった。
7月5日、全日本に正式入団（再入団）。
2014年1月26日、全日本神戸大会で秋山と組んで鼓太郎&青木組を破り、第93代アジアタッグ王者となった。
2015年11月20日、同年12月15日のファン感謝デーを最後に全日本を退団することが発表された。

### フリーから鈴木軍加入
12月22日、フリー転向後初の試合として大仁田厚の超戦闘プロレスFMWに初参戦、FMW設立27周年記念試合・原点回帰年内最終戦ウルティモ・ドラゴンをタッグパートナーとして那須晃太郎&川村亮と対戦、那須にタッチアウトを決めて勝利した。
2016年1月9日、プロレスリング・ノアに再参戦し、全日本を退団して再びノアに参戦している潮崎とタッグを組んだ。
ところが1月31日、プロレスリング・ノア横浜文化体育館大会にて潮崎と鈴木の一騎討ちで試合中盤に潮崎が鈴木にラリアットを決めようとした際に金丸が潮崎の足を掴み動きを止めて鈴木に加勢した後、さらにリングに上がったところで金丸が潮崎に裏切りのディープインパクトを決め鈴木の勝利に貢献。鈴木軍に加入した。
2月24日、石森太二に勝利し、史上最多となる7度目のGHC ジュニアヘビー級王座を獲得。その後、4度の防衛に成功し通算防衛記録を28回とした。
7月から8月にかけて行われた新日本プロレスのスーパーJカップに出場し、決勝戦まで勝ち進んだ。決勝で新日本プロレスのKUSHIDAに敗れはしたものの、準優勝となった。
9月23日、小峠篤司に敗れて王座から陥落し、10月23日の小峠とのリターンマッチにも敗北した。
12月2日を以て鈴木軍がノアから撤退すると共に、自身もノアから撤退する。

### 新日本プロレス

#### 2017年

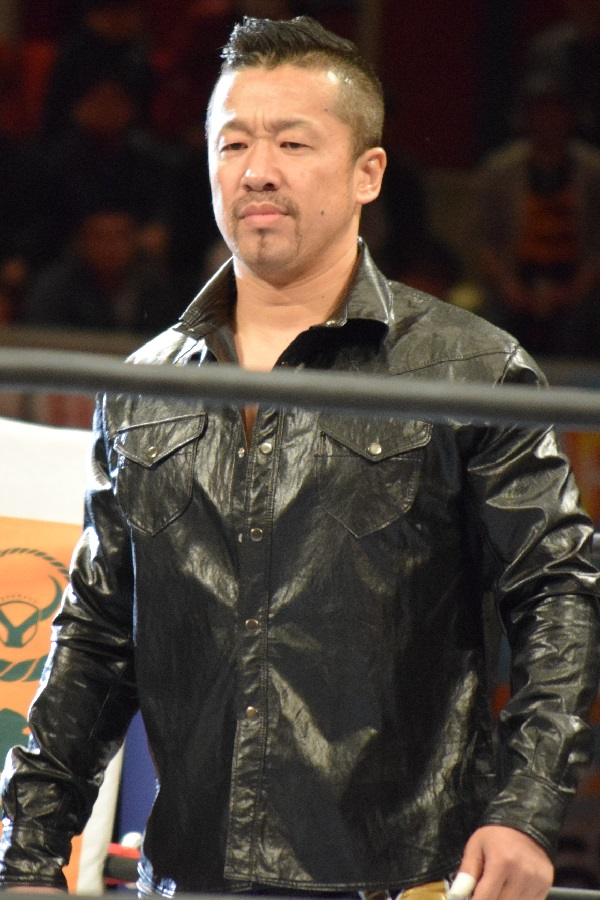
鈴木軍時代の金丸（2017年3月）

2017年1月5日、新日本プロレス興行のNEW YEAR DASH!!の第6試合終了後、鈴木軍の一員としてリングに乱入し、同年1月27日より同団体を主戦場とする（以下2020年2月9日までの記事は新日本プロレスのプロフィールより引用）。
3月6日、大田区総合体育館大会でタイチをパートナーにロッキー・ロメロ＆バレッタのIWGPジュニアタッグ王座に挑み勝利、第50代王者となる。
4月9日、両国国技館大会で邪道＆外道にIWGPジュニアタッグ王座防衛戦を行い初防衛を果たす。
4月27日、広島グリーンアリーナ 小アリーナ大会にてロメロ＆バレッタにリベンジマッチを挑まれるが、防衛ならず。
5月17日、後楽園ホール大会で開幕したBEST OF THE SUPER Jr.24にエントリー。4勝3敗8点でリーグ1位になるも、直接対決の関係で決勝進出を逃した。
9月16日、広島サンプラザホール大会でリコシェ＆田口隆祐のIWGPジュニアタッグ王座に挑むも戴冠ならず。
10月23日、後楽園ホール大会で開幕したSuper Jr. Tag Tournament 2017にエル・デスペラードをパートナーにエントリー。準決勝まで進むも敗退。

#### 2018年
2018年3月6日、大田区総合体育館大会にてデスペラードをパートナーにYOH＆SHO、BUSHI＆高橋ヒロムとIWGPジュニアタッグ選手権3WAYマッチを行い勝利、第57代王者となる。
4月1日、両国国技館大会でYOH＆SHO、BUSHI＆ヒロム、4月23日後楽園ホール大会でBUSHI＆ヒロム、6月9日大阪城ホール大会でSHO＆YOH、10月8日両国国技館大会で獣神サンダー・ライガー＆タイガーマスクを破り4回防衛を果たす。
5月18日、後楽園ホール大会で開幕したBEST OF THE SUPER Jr.25にエントリー。3勝4敗6点の成績を残す。
10月16日、後楽園ホールで開幕したSUPER Jr. TAG LEAGUE 2018にデスペラードをパートナーにエントリー。5勝2敗10点で決勝に進み、準優勝の好成績を残した。

#### 2019年
2019年、1月4日東京ドーム大会にてYOH＆SHO、BUSHI＆鷹木信悟とIWGPジュニアタッグ選手権3WAYマッチを行うが、敗れる。
2月3日、北海きたえーる大会でBUSHI＆鷹木にリベンジマッチを挑むも、リベンジはならなかった。
5月13日、仙台サンプラザホール大会で開幕したBEST OF THE SUPER Jr.26にエントリー。3勝6敗6点の成績を残す。
10月16日、後楽園ホールで開幕したSUPER Jr. TAG LEAGUE 2018にデスペラードをパートナーにエントリー。5勝2敗10点で準優勝という好成績を残した。

#### 2020年
2020年2月9日、大阪城ホール大会でデスペラードをパートナーにYOH＆SHOのIWGPジュニアタッグ王座に挑むも、戴冠ならず。
6月16日から開幕したNEW JAPAN CUP 2020に出場。１回戦はヤングライオンの上村優也をディープインパクトで沈めるも、6月24日に行われた2回戦で石森太二のブラディークロスを決められ、2回戦で敗退した。なお石森は、ノア時代から金丸を苦手にしており、この勝利が対金丸戦における初白星となった（その後、2021年、2022年のBEST OF THE SUPER Jr.でも両者は対戦したが、いずれも金丸が勝利しており、2023年5月現在において金丸は石森に対して1敗しかしていない）。
7月31日付けで、正式に返上されたNEVER無差別級6人タッグ選手権の新王者組を決定する「第21代NEVER無差別級6人タッグ王座決定トーナメント」が8月6日 - 8月9日の後楽園ホール4連戦で開催され、ザック・セイバーJr.とタイチをパートナーに出場したが、8月7日に行われた1回戦で抗争中のマスター・ワト＆棚橋弘至・飯伏幸太組に敗れた。
9月3日から開幕された「NEW JAPAN ROAD」にて、YOHの負傷欠場により返上されたIWGPジュニアタッグ王座をかけIWGPジュニアタッグ王座決定リーグ戦（4チームによる）が行われ、デスペラード＆金丸組がリーグ戦を1位で通過し、9月11日に行われたジュニアタッグ王座決定戦でリーグ戦２位のヒロム＆BUSHI組と対戦。最後はデスペラードがピンチェ・ロコを決め勝利し、第62代IWGPジュニアタッグ王者となった。
11月15日から開始されたBEST OF THE SUPER Jr.27には、エントリーされたものの、腰の負傷により直前で欠場となった（代わりに、上村優也が出場）。

#### 2021年
1月23日、東京都、大田区総合体育館大会で石森&エル・ファンタズモ組に敗れ、IWGPジュニアタッグ王座から陥落した（金丸のパートナーはデスペラード）。
2月22日、東京都、後楽園ホール大会の第3試合、鷹木&BUSHIvs石森&ファンタズモの試合後、ファンタズモのマイクアピールの最中にデスペラードと共に乱入、デスペラードが石森をロコモノでKOさせると、ファンタズモのスーパーキックをデスペラードがキャッチし、金丸が急所蹴りから垂直落下式ブレーンバスターでファンタズモをKOさせ、ヒロム&BUSHIが挑戦予定だったがキャンセルとなったIWGPジュニアタッグ選手権のチャレンジャーチームに名乗りを上げた。
2月25日、後楽園ホールにてパートナーのデスペラードと共にIWGPジュニアタッグ選手権試合に勝利し王座奪還に成功した。
11月13日、後楽園ホールから始まったBEST OF THE SUPER Jr.28の出場選手としてシリーズ参戦。4勝7敗でシリーズを終えた。
12月24日、後楽園ホールでのKOPW2021争奪戦で矢野通と対戦。自ら提案した「忘年会マッチ ウイスキーコース」が採用された一戦となるが、矢野の鬼殺しの前に敗れて戴冠はならなかった。この一戦が金丸の新日本参戦後初めてのシングルでのタイトルマッチとなった。

#### 2022年
2月19日、北海道·北海きたえーるで行われた「LECクリンぱっ! presents 新春黄金シリーズ」の第3試合IWGPジュニアタッグ選手権試合においてデスペラードとタッグを組み、イーグルス、タイガー組、ファンタズモ、石森組、田口、ワト組と4WAYマッチで対戦したが、田口、ワト組が勝利し王座奪取とはならなかった。
3月9日、東京·日本武道館で開幕した「NEW JAPAN CUP 2022」に2回戦から出場、3月9日、東京·後楽園ホールで行われた2回戦においてGLEAT所属のCIMAと対戦したが、初戦敗退となった。
5月1日、福岡·福岡PayPayドームにて行われた「WERSTLING DONTAKU2022」の第4試合IWGP ジュニアタッグ選手権試合においてDOUKIとタッグを組んで田口、ワト組に挑戦したが、田口に臀部を押し付けられて敗戦。王座奪取はならなかった。
5月15日、愛知·名古屋国際会議場で開幕したBEST OF THE SUPER Jr.29にAブロックで出場。4勝5敗でシリーズを終えたが、同大会で優勝した高橋ヒロム、当時のIWGPジュニア王者であった石森太二から勝利を収めた。
11月21日、後楽園ホールで開幕した「SUPER Jr. TAG LEAGUE 2022」には、DOUKIとのタッグで出場。4勝5敗に終わったが、その時点でのIWGPジュニアタッグ王者であったTJP、フランシスコ・アキラ組から勝利を収めた。
12月いっぱいをもって、所属ユニットである鈴木軍が解散することに伴い、所属ユニットがない状態となった。

#### 2023年
1月5日の大田区総合体育館大会において、タイチ、TAKAみちのく、DOUKIと共に、新ユニットである「Just 4 Guys」に所属することが明らかになった（後にSANADAも加入してユニット名は「Just 5 Guys」となる）。
2月4日、北海きたえーるにて行われた「THE NEW BEGINNING in SAPPORO」にて、DOUKIとのタッグで、キャッチ2/2（TJP、フランシスコ・アキラ組）の持つIWGPジュニアタッグ王者に挑戦。前哨戦からダメージを与えていたTJPの膝を執拗に攻撃してチャンピオン組を追い詰めるが、最後はDOUKIがアキラに3カウントを奪われ、王者戴冠はならなかった。
3月1日開催の『ジュニア夢の祭典 〜ALL STAR Jr. FESTIVAL 2023〜』では第3試合・がんばれ！大谷晋二郎10人タッグマッチに出場。
4月27日、広島サンプラザホールにて行われた「Road to どんたく2023」にて、高橋ヒロムの持つIWGPジュニアヘビー王座に挑戦。30分以上の激闘だったが惜しくも敗れ、王者戴冠とはならなかった。
9月9日、後楽園ホールでのHOUSE OF TORTUREとの軍団対抗戦前に奇襲を試みたところ、左膝を痛めシリーズを欠場する。しかし、9月24日に神戸ワールド記念ホールにて行われた「DESTRUCTION in KOBE」でのタイチ対SHOのKOPW2023争奪戦中に突如として乱入。ところが、味方であるはずのタイチにウイスキーを噴射し、SHOの勝利をアシスト。Just 5 Guysを裏切りHOUSE OF TORTUREに加入した。

## エピソード
- 全日本時代、日本武道館で選手のサイン入りボール投げのイベントが行われた際に、金丸は野球で鍛えた肩を生かしてボールを2階席や3階席にまで投げ込み、ファンを喜ばせていた。
- KENTAにも、「自分が勝っているのにタッチアウトとはこれいかに」と突っ込まれたことがある。
- ファイトスタイルにおいては、中盤の足攻めやミサイルキック、ムーンサルトなど、かの武藤敬司を彷彿とさせる動きを見せたかと思えばラフファイトも交えていくというバランスの取れた選手でもある。なお、受け身の技術が高く、ラリアットをきりもみ回転しながら受けたり、顔面から叩きつける技を食らったあとで膝で伸び上がるように受けたりなどといった大きな受け身で、相手を引き立たせる術にも長けている。
- プロレスラーとしての引き出しの多さや、インサイドワークの巧みさなどは抗争相手である他ユニットのレスラーからも評価が高く、金丸と同学年の棚橋弘至からは「金丸は常にコンディションが良い」、高橋ヒロムからは「ノブおじさんはプロレスがうまい！」、YOHからは、「金丸さんは誰とでもいい試合をするし、誰と組んでも成立する。レスラーとして天才だと思うんです」と評されている。
  - テレビ番組の中で、鷹木信悟とSANADAが、「もし自分でユニットを作るとしたら、どのレスラーを入れたいか？」という質問を受けた際、2人とも金丸の名前を挙げている。その理由としてSANADAは「職人みたいな選手を入れたいから」、鷹木は「同じ山梨出身で、良い兄貴的存在になってくれそうだから」とそれぞれ答えている[14]。
- 全日本時代には邪道・外道、ノアではVOODOO-MURDERSやマッスル・アウトローズと組み、「外敵の内通者」的な立場となることも少なくはないが、一方では獣神サンダー・ライガーからGHCジュニア王座、日高郁人&藤田ミノル組からGHCジュニアタッグ王座（パートナーは杉浦）を奪還する大役も果たしており、ファンからもここ一番での切り札的な存在と見られていた。第31代王者時代は、鈴木軍に加入して自ら外敵として振る舞っていた。
- しかしながら外敵繋がりで言えば、なぜか金丸は他団体の選手に自身からベルトを奪取される場合が多い。金丸はGHCジュニアヘビー級王座を計5回、ジュニアタッグ王座を計2回、他団体に流失されている。金丸が唯一外敵以外に奪取されたケースはWEWタッグベルトを本田・丸藤組に、第9代GHCジュニア王者時にKENTAに負けたときのみである。
- シングル・タッグを含め、新日本、全日本、ノアのメジャー3団体のジュニア王座に軒並み就いているがIWGPジュニアヘビー級王座だけはまだ就いたことがなく、これを奪取すれば3団体全てのジュニア王座に就いたことになる。金丸も、3団体全てに専属選手として在籍経験がある（他には永源遥、武藤敬司、垣原賢人、KENTAのみ）。
- 坊主・長髪・パーマなど、頻繁に髪型を変えており、2019年からは金髪になっている。
- Just 5 Guys時代はいじられキャラであり、タイチにドッキリを仕掛けられたことがある[15]。
- 好きな食べ物は、フルーツとそば。
- コスチュームの色で黒はあまり好きではなく、鈴木軍に入る際に鈴木軍のイメージに合わせて黒にした。今現在は黒と銀のコスチュームを着用している。ロングブーツにしたのは足が長く見えるから。
- NOAH、全日本時代のプロレス名鑑で趣味がパチンコだったことを明かしている。

## タイトル歴
全日本プロレス
- 第35代世界ジュニアヘビー級王座

防衛回数は7回
- 第93代・第97代アジアタッグ王座（パートナーは秋山準→ウルティモ・ドラゴン）
- 2000年あすなろ杯争奪リーグ戦 優勝

プロレスリング・ノア
- 初代・第5代・第9代・第14代・第19代・第24・31代GHCジュニアヘビー級王座

防衛回数は2回→3回→5回→5回→6回→3回→4回
- 第2代・第4代・第10代・第14代GHCジュニアヘビー級タッグ王座（パートナーは杉浦貴:2回→鈴木鼓太郎→KENTA）

防衛回数は2回→1回→6回→1回
- 2009年ジュニア・ヘビー級リーグ戦 優勝
- 2009年日テレ杯争奪ジュニアヘビー級タッグ・リーグ戦 優勝（パートナーは鈴木鼓太郎）

新日本プロレス
- 第9代 ･ 第50代・第57代・第62代・第64代・第67代IWGPジュニアタッグ王座（防衛4回 パートナーは菊地毅→タイチ→エル・デスペラード）
- 2021年SUPER Jr. TAG LEAGUE 優勝（パートナーはエル・デスペラード）

FMW
- 第7代WEWタッグ王座（パートナーは井上雅央）

プロレス大賞
- 新人賞（1998年）

## 得意技
ジュニア戦士にしては巧みなインサイドワークとテクニックに優れており、ずる賢いプレーが最大の持ち味。鈴木軍に加入後、ウイスキーを使った攻撃を見せるときもある。

### フィニッシュ・ホールド
タッチアウト
現在の金丸のフィニッシュ・ホールド。垂直落下式による旋回式ブレーンバスターで、技名は金丸が高校時代に野球部だったことから来ている。
垂直落下式ブレーンバスター
金丸の場合は、起き上がり式で2連発でブレーンバスターを放つこともあるが普段は一発だけ放つ。
ディープ・インパクト
コーナーからの飛びつきDDT。命名は、技の開発当時に公開中だった洋画のタイトルディープ・インパクトから。コーナーからの飛びつき式以外に雪崩式ブレーンバスターの切り替えしとして使用することもある。本来の落とし方はDDTの形で頭をロックしてそのまま相手と一緒にコーナーから飛び相手の頭を叩きつける「道連れ式」とも言うべきもの（いわゆる「雪崩式DDT」とは自分と相手の位置が逆になる）であるが、近年はリング内に立つ相手にコーナーポストから飛び付いて決めるパターンが中心となっている。以前は、タッチアウトへの布石として使われていたが、新日本プロレス参戦後からフィニッシャーとして使用している。
時々飛びつくタイミングで膝剣山を突き立てられて股間にダメージを負うこともある。
ムーンサルト・プレス
ジュニア選手らしい、高く滞空時間の長い綺麗なムーンサルト。タッチアウトや垂直落下式ブレーンバスターを使用する前は、メインのフィニッシュ技とした。

### 飛び技
ハリウッドスター・プレス
ムーンサルトプレスほど多用されないが、金丸の「隠し武器」的な飛び技。形はムーンサルトプレスに準ずるが、コーナーから尻餅をつく要領で腰を落としながら開脚、両サイドのトップロープに自分の両腿をぶつけ、その反動を利用して高速・低空で飛ぶ。オリジナルは全日本プロレス在籍時代に常連外国人であったRVDことロブ・ヴァン・ダムで、さらにその原型となったのはRVDのパートナーであるサブゥーのアラビアン・プレスから（こちらはコーナーに上がらず、直接トップロープに上り両足を揃えて尻餅→回転、という流れ）。
サザンクロス・スプラッシュ
若手時代のフィニッシュ技で、近年ではあまり使用していない。

### 投げ技
アストロ・シザース
飛びつき挟み込みヘッドシザース・ホイップ。スペル・アストロが得意としていた。若手時代のフィニッシュ技。
飛びつき式スイングDDT
相手に飛びついて変則的に回転してからDDTに移行する技。ショルダースルー、もしくは風車式バックブリーカー（ケブラドーラ・コン・ヒーロ）で跳ね上げられた瞬間の返し技として出す場合が多く、まれにDDTではなく首固めに丸め込むこともある。
ブリティッシュ・フォール
ジョニー・スミスの同名オリジナル技と同じ技。ボディスラムの要領で持ち上げ、首を固定した状態で相手を着地させ、そのままリバースDDTで落とす。
バックドロップ
ドラゴン・スクリュー
金丸の場合は、蹴りを仕掛けてきた相手の足を捕って決めることが多い。

### 打撃技
低空ドロップキック
相手がロープワークに行く際によく使用する。走り込んでくる所を膝に一転集中でキックを決める。
延髄斬り
全日本に再入団してからこの技を使用している。

### 関節技
逆エビ固め
　相手の腰を一転集中して攻撃した後、固めに行くケースもある。
金丸クラッチ
相手の片手と片足を絡めとっての変形エビ固め。1990年代の全日本プロレス所属時代に考案。
足4の字固め

### フォール技
首固め
主にウイスキーミスト（後述）を行った後に丸め込む。

### 反則技
急所攻撃
反則攻撃としては定番だが、レフェリーの死角の突き方や仕掛けるタイミングなどある意味芸術の域、という声も出ている。近年では、ポンプアップ式で相手を持ち上げてから急所に足を蹴りこむパターンが多い。

### 組み技
フライング・ボディアタック
金丸のフライングボディアタックは、相手へ飛びかかっていく際に奇声を上げるのが特徴である。

### 場外技
鉄柵式ギロチン・ドロップ
場外の鉄柵を踏み台に利用して行うスタンディング式ギロチン・ドロップ。

### その他反則技
ウイスキー攻撃
ウイスキーを口に含みながらミスト攻撃を放つ（ウイスキー・ミスト）。
ウイスキーの角瓶で相手を強打する。
いずれも新日本参戦時より使用している。

### ツープラトン技
ロンドンブリッジ（杉浦貴との連携）
金丸のムーンサルトプレスを杉浦がジャーマン・スープレックスの要領でアシストする技で、通常のムーンサルトプレスより勢いと威力が増していて、杉浦とのヨーロッパ遠征中に編み出した合体技でもある。初出はGHCジュニアタッグ選手権の日高&藤田戦。ただ、見た目のインパクトや威力ともに強烈ながら、今までに先述の試合と東京愚連隊戦の2回しか使用されておらず、いずれもこの技でピンフォールを奪ったことは無い。
フェアリ丸ミスト（なつぽいとの連携）
新日本プロレスとスターダムの初の合同興行である「Historic X-over」に向けて開発した連携技。なつぽいと同時に別々の相手にウィスキーミストを噴射する。ただし、ルール上は技というよりもただの反則である。

## 入場テーマ曲
- FLYING COOL
全日本プロレス時代のテーマ曲。
- MAXIMUM（Version2.1）
プロレスリング・ノア時代のテーマ曲。
- Sly boots（北村陽之介）
2017年3月 - 現在まで使用。